# John Crowne
John Crowne (6 avril 1641 - 1712) était un dramaturge britannique qui est né ou qui passa une partie de sa vie en Nouvelle-Écosse.

## Biographie
Son père, le "colonel" William Crowne, accompagna le comte d'Arundel dans une mission diplomatique à Vienne en 1637, et il rédigea un compte rendu de ce voyage intitulé A true Relation of all the Remarkable Places and Passages. Le 10 août 1656, il émigra en Nouvelle-Écosse, où il reçut une concession de terre de Cromwell. Peu de temps après la Restauration, les Français en prirent possession, et le gouvernement local ne fit rien pour faire respecter ses droits. Dans la dédicace de son English Frier (1690), puis de nouveau dans celle de Caligula (1698), John Crowne se plaint que son patrimoine lui ait été dérobé.
John Crowne  est né à Londres le 6 avril 1641, et il accompagna son père au Nouveau monde en 1657, quand il vint étudier à Harvard. Crowne quitta cependant cette université sans diplôme, et il retourna en Angleterre avec son père en 1660.
Quand John arriva en Angleterre, sa pauvreté l'obligea à se placer comme gentleman de compagnie chez une vieille dame de qualité congrégationaliste, et ses ennemis affirmèrent que son père fut lui-même un pasteur nonconformiste. John Dennis l'écrit aussi dans ses Letters (1721), mais cela est probablement incorrect, car dans les Colonial State Papers, le père de John Crowne est constamment appelé « colonel Crowne ». Il commença sa carrière littéraire par un roman d'amour, Pandion and Amphigenia, or the History of the coy Lady of Thessalia (1665). En 1671, il produit une tragi-comédie romantique, Juliana, or the Princess of Poland, qui n'avait aucune prétention historique malgré le titre. Elle connut un succès modéré au théâtre de Dorset Garden. Sa nouvelle pièce, l'History of Charles the Eigth, une tragédie en vers, fut jouée pendant six jours, toujours au théâtre de Dorset Garden, en 1672, Betterton jouant le rôle de Charles VIII.
Le comte de Rochester, apparemment dans le seul but d'ennuyer Dryden en enfreignant ses droits de poète lauréat, commanda à Crowne un spectacle masqué destiné à être joué devant la cour. Il reçut comme directives que ce spectacle ne devait être composé que de sept personnes, qui devaient toutes être des femmes, et que seules deux d'entre elles auraient des habits d'homme. Crowne eut un mois pour tout écrire et préparer. Ce spectacle, Calisto, or the Chaste Nymph, obtint les faveurs de Charles II, mais Rochester se montra un parrain inconstant, quand, deux ans plus tard, ses faveurs s'estompèrent complètement devant le succès du drame héroïque en deux parties de Crowne, intitulé The Destruction of Jerusalem by Titus Vespasian (1677). Cette pièce contient une petite satire du parti puritain dans la description des Pharisiens. Vers 1683, il produisit une pièce clairement politique, The City Politiques, qui faisait la satire du Parti whig, et qui contenait des personnages que l'on pouvait aisément reconnaître, comme Titus Oates dans le personnage du Dr Panchy, et Stephen Colledge dans le Bricklayer. Cela lui fit de nombreux ennemis, dont Henry Benett, le Lord Chambellan, et il adressa une requête au roi, lui demandant de lui accorder un poste quelconque qui le libèrerait de la nécessité d'écrire pour le théâtre.
Le roi accepta, mais il exigea tout d'abord une autre comédie, qui devrait, suggéra-t-il, être basée sur No puede ser guardar una mujer de Moreto. Crowne apprit plus tard que cette pièce avait déjà été adaptée sans succès par Sir Thomas St Serfe. Dans les mains de Crowne elle devint Sir Courtly Nice, or It Cannot Be (1685), une comédie qui allait faire partie du répertoire des théâtres pendant près d'un siècle. Charles II mourut malheureusement le dernier jour des répétitions, et donc avant que la pièce fût réellement jouée, et Crowne fut déçu de ne pas recevoir la récompense promise. Il continua à écrire des pièces, et on présume qu'il vivait toujours en 1703. Mais les témoignages sont alors très tenus. Selon un article du Gentleman's Magazine de 1749, l'auteur se souvient avoir pris plusieurs fois des verres avec lui pendant la première décennie du XVIIIe siècle. Des lettres de la maison du roi indiquent qu'il dépendait de la charité de Marie II et de Anne Ire, qui se souvenaient avoir joué une de ses pièces devant Charles II, quand elles étaient de jeunes princesses.
Crowne était un écrivain fécond de pièces ayant un arrière-plan historique, dans lesquelles l'amour héroïque, à la manière des romans d'amour français, constituait le moteur principal de l'intrigue. Son style prosaïque le préservait en général des tirades véhémentes que l'on peut trouver dans tant de  drames héroïques de son époque. En tout état de cause, ces pièces ne présentent plus guère d'intérêt aujourd'hui. Crowne a bien mieux réussi dans les comédies dites d'humeurs.
On connaît peu de choses de la suite de sa vie. Des archives montrent un Elias Crowne, dont le lieu de naissance est indiqué hors du comté, se mariant à Norfolk à la fin des années 1680, fils d'un John et d'une Sarah Crowne. Il y a aussi un John Crown né en 1667 à Londres.
John Crowne mourut vers 1712, et serait enterré à St Giles in the Fields, à Londres, mais on n'y retrouve pas son nom dans les registres d'enterrement.

## Œuvres
- Juliana, tragi-comédie, 1671
- The History of Charles the Eighth of France, or The Invasion of Naples by the French (1672) est dédié à Rochester. Un vers de cette pièce –"whilst sporting waves smil'd on the rising sun" (« pendant que des vagues joueuses riaient sous le soleil levant »)– est tournée en ridicule dans Timon, a Satyr, un recueil de poèmes qui est supposé avoir été écrite par le comte de Rochester
- The Country Wit: A Comedy (jouée en 1675, imprimée en 1693), tirée en partie de  Le Sicilien, ou l'Amour peintre de Molière. Cette pièce est connue pour son personnage principal, Sir Mannerly Shallow
- Andromache, tragédie, 1675, version d'Andromaque de Racine
- Callisto, or the Chaste Nymph, masque, 1675
- The Destruction of Jerusalem by Titus Vespasian, tragédie, (1677)
- The Ambitious Statesman, or The Loyal Favourite (1679), l'un de ses héroïques efforts les plus extravagants, traite de l'histoire de Bernard d'Armagnac, connétable de France, après la bataille d'Azincourt
- Thyestes, A Tragedy (1681), n'épargne aucune des horreurs de la tragédie de Sénèque, bien qu'une histoire d'amour incongrue y soit insérée
- The Misery of Civil War, tragédie, (1681), adaptée de Henry VI, parties 2 et 3 de Shakespeare
- City Politics, comédie, (1683)
- Sir Courtly Nice, or It Cannot Be, comédie, (1685),
- Darius, King of Persia, tragédie, (1688)
- Regulus, tragédie, (jouée en 1692, imprimée en 1694)
- The English Frier; or The Town Sparks, comédie, (jouée en 1689, imprimée en 1690), suggérée peut-être par le Tartuffe de Molière, ridiculise la cour catholique, et caricature Father Edward Petre avec le personnage de frère Finical.
- The Married Beau; or The Curious Impertinent, comédie, (1694), est basée sur le Curioso Impertinente dans Don Quichotte.
- Caligula, tragédie en vers, (1698)
- Justice Busy, comédie, qui n'eut pas de succès. Non imprimée